# Avi Tuschman
Avi Tuschman (17 de noviembre de 1979) es un antropólogo evolucionista estadounidense, psicólogo político, asesor político, orador, y escritor. Su libro Nuestra naturaleza política (publicado en inglés como Our Political Nature) publicado en 2013, propuso la primera teoría evolutiva integral de la orientación política humana que vincula rasgos mensurables de la personalidad con mediciones cuantitativas de la aptitud. Random House presentó el libro en su lista de libros nuevos y recomendados para su adopción en la disciplina de las ciencias políticas con elogios de los pensadores políticos Francis Fukuyama, Jerrold M. Post, y Moisés Naím. About.com designó el libro Nuestra Naturaleza Política como uno de los cinco libros más importantes sobre evolución de 2013. La investigación de Tuschman ha recibido cobertura en los medios de diecinueve países, incluyendo en el New York Times, the Economist, the Atlantic, Bloomberg Businessweek, Salon, Forbes, MSNBC, Contrepoints de Francia, El País de España, El Tiempo de Colombia, CCTV de China, The Marker de Israel, y Veja Magazine de Brasil.

## Su juventud y educación
Nació en Stanford, California, el 17 de noviembre de 1979. Es hijo del fotógrafo Mark Tuschman y la artista Jana Tuschman. Tuschman asistió a la escuela secundaria en Menlo School, en California. Fue admitido como Becario Presidencial en la Universidad de Stanford, donde luego recibió la Medalla de Oro a la Excelencia en Humanidades y Artes Creativas, y el Premio Rober Bayard Textor Award a la Creatividad en las Ciencias Antropológicas. Se graduó en 2002 y se mudó a Perú para su primer trabajo luego de la universidad. Tuschman regresó a Stanford en 2004 para obtener su Doctorado en antropología evolutiva.

## Carrera
En Perú, trabajó como ejecutivo de operaciones para una consultora de riesgo político que brindaba servicios a los principales inversionistas extranjeros en el país. Trabajar en zonas de conflicto después de la insurgencia de Sendero Luminoso lo expuso al extremismo ideológico, lo que encendió la llama de su interés en la orientación política. Mientras estaba en Perú, Tuschman también trabajó para la primera dama Eliane Karp en materia de asuntos de los pueblos indígenas, convirtiéndose en el asesor más joven en el palacio de gobierno en Lima. Luego fue reclutado como escritor senior y asesor del Presidente Alejandro Toledo (Perú, 2001 - 2006). En 2009, Tuschman trabajó con dieciocho exjefes de Estado escribiendo una agenda de políticas regionales en materia de gobernanza democrática, lo que le valió elogios del Secretario General de las Naciones Unidas, Ban Ki-Moon, quien dijo que era algo sin precedentes históricos.

### Nuestra naturaleza política
Su libro, Nuestra naturaleza política: Los orígenes evolutivos de lo que nos divide (publicado en inglés como Our Political Nature: The Evolutionary Origins of What Divides Us) publicado por Prometheus / Random House, 2013) fue el primer libro en proponer una teoría evolutiva integral de la orientación política humana que vincula la distribución de rasgos de la personalidad en una población con mediciones cuantitativas de la aptitud. También es “el primer libro en contar la historia natural de los espectros de izquierda - derecha que recorren los países de todo el mundo.”
Nuestra naturaleza política teoriza que nuestras inclinaciones políticas son adaptaciones evolutivas que surgen principalmente de tres conjuntos de rasgos mensurables de la personalidad. Estos conjuntos pertenecen al tribalismo, la tolerancia de la desigualdad, y las percepciones de la naturaleza humana. Como evidencia, Nuestra naturaleza política sintetiza estudios de los campos de la ciencia política, genética, neurociencia, y primatología, incluyendo datos sobre aptitud evolutiva de las poblaciones de Islandia, Dinamarca, Turquía, y de todo el mundo. El libro también ofrece una explicación psicológica de porqué la tensión económica tiende a aumentar la división entre las fracciones políticas. En entrevistas con Forbes y Georgetown Public Policy Review, Tuschman ha dicho que el libro ofrece nuevas herramientas que se pueden emplear para medir la opinión pública: "En el mundo actual, la opinión pública es más importante que nunca; las actitudes colectivas imponen cada vez mayores limitaciones a los líderes, incluso en sociedades que actualmente son menos democráticas. Así que poder medir y predecir de forma precisa estas fuerzas es una tarea cada vez más importante para los analistas políticos."
Varios escritores y científicos políticos han señalado que el libro tiene implicaciones claras para los conflictos políticos mundiales de la actualidad. En el Huffington Post, David Miles señaló que el libro de Tuschman les habla directamente a las fuerzas en juego en el referéndum por la independencia de Escocia. La Radio Pública Nacional citó el libro diciendo que cuestiona el mito de que la riqueza se correlaciona de forma significativa con la orientación política. Y New York Natives encontró el libro Nuestra naturaleza política interesante en el contexto del cierre del gobierno federal de los Estados Unidos en 2013.
El libro Nuestra naturaleza política ha sido examinado extensamente por publicaciones en Estados Unidos. Las opiniones generalmente concuerdan en que el libro es ambicioso, novedoso y que se basa en una investigación exhaustiva. El Washington Monthly le atribuye al libro “una hazaña que aquellos de nosotros que seguimos de cerca la ciencia emergente de la política hemos estado esperando por mucho tiempo: explicar las diferencias, ahora bien documentadas, en materia psicológica, biológica, y genética entre los liberales y los conservadores con referencia a la evolución humana y las estrategias diferenciales de la selección de pareja y asignación de recursos que se nos han impuesto por la presión de sobrevivir y reproducirnos en un planeta bastante peligroso.” Political Science Quarterly reportó que el libro “hace una contribución única e importante al campo.” Y Americas Quarterly señaló que Nuestra naturaleza política estaba entre “los mejores libros nuevos sobre política, economía, y negocios del hemisferio.”

### Otros escritos
Ha escrito y hablado de numerosos temas relacionados con la orientación política, incluyendo por qué este fenómeno cambia durante la vida, por qué la desigualdad de género cambia en el curso de la historia, cómo afectan la economía y la demografía los espectros políticos, cómo se ha determinado la capacidad de heredar la orientación política, cómo el orden de nacimiento incide en las actitudes políticas, y cómo el apareamiento selectivo en los Estados Unidos contribuye a la polarización política. También ha hecho comentarios sobre las aproximaciones evolutivas a la historia.

### Compromisos de oratoria
Es un orador popular que ha dado charlas en varias instituciones académicas y multilaterales, incluyendo la Universidad de Stanford, la Universidad de Georgetown, el Sarah Lawrence College, el Banco Interamericano de Desarrollo, y la Organización de Estados Americanos.